# Serruria meisneriana
Serruria meisneriana är en tvåhjärtbladig växtart som beskrevs av Schlechter. Serruria meisneriana ingår i släktet Serruria och familjen Proteaceae. Inga underarter finns listade i Catalogue of Life.